# Зорка Черногорская
Любица Петрович-Негош (серб. Љубица Петровић-Његош; 23 декабря 1864 — 16 марта 1890) — принцесса Черногории, позднее в Сербии стала зваться принцессой Зоркой Черногорской — и более всего известна как принцесса Зорка.
Она была старшим ребёнком в семье черногорского монарха (будущего короля) Николы I и Милены Вукотич. Вышла замуж за сербского принца Петра Карагеоргиевича, ставшего в 1903 году королём Сербии.

## Биография
Принцесса Зорка родилась в Цетинье, тогдашней столице княжества Черногории, в то время, когда там уже княжил её отец Никола I (дядя отца и его предшественник на престоле Данило II Петрович Негош был убит в 1860 году). Была окрещена через шесть дней после рождения в Дайбабском монастыре. Крёстным отцом был сербский князь Михаил III Обренович. Зорка обучалась в России, потом вернулась в Черногорию, где вышла за принца-изгнанника Петра Карагеоргиевича. Брак был устроен Николой I. Сестра Зорки, Елена, вышла замуж за будущего короля Италии Виктора Эммануила III.
По описаниям одного из комментаторов свадьба была пышной. Зорка вышла замуж за Петра в Цетинье 1 августа 1883 года. Церемония проходила согласно традициям Греческой православной церкви.
У них было пятеро детей:
- Елена (4 ноября 1884 — 16 октября 1962).
- Милена (28 апреля 1886 — 21 декабря 1887).
- Георгий (8 сентября 1887 — 17 октября 1972).
- Александр (16 декабря 1888 — 9 октября 1934), ставший королём СХС и Югославии.
- Андрия (родился и умер 16 марта 1890).

Зорка умерла в возрасте 25 лет при родах своего последнего ребёнка, 16 марта 1890 года, в Цетинье и была похоронена в церкви святого Георга в Тополе (Сербия). Позднее её останки были перевезены в Опленац.
Сын Зорки Александр I Карагеоргиевич впоследствии содействовал свержению с престола своего деда Николы I. Негоши более не царствовали в стране: 26 ноября 1918 года Черногория официально вошла в состав Королевства Сербов, Хорватов и Словенцев.